# Proof (film, 1991)
Pour les articles homonymes, voir Proof.
Pour plus de détails, voir Fiche technique et Distribution.
Proof est un film australien de Jocelyn Moorhouse, sorti en 1991, avec Hugo Weaving et Russell Crowe.

## Synopsis
Un jeune aveugle, Martin, passe son temps à prendre des photographies qu'il demande ensuite à des personnes de décrire. Il rencontre ainsi un autre jeune homme, Andy, avec qui il noue une amitié passionnée. 
Son amie Celia prend ombrage de cette amitié. Elle séduit Andy, et ce dernier ment à Martin. Celia montre à Martin qu'Andy lui a menti. Finalement, Andy comprendra que Celia était amoureuse de Martin, et les deux amis se réconcilieront autour d'une photographie que Martin avait prise dans son enfance.

## Fiche technique
- Réalisation : Jocelyn Moorhouse
- Scénario : Jocelyn Moorhouse d'après le roman de Rosalie Ham
- Directeur de la photographie : Martin McGrath
- Musique : Not Drowning, Waving

## Distribution
- Hugo Weaving (V.F. : Mathias Kozlowski) : Martin
- Geneviève Picot : Celia
- Russell Crowe : Andy
- Heather Mitchell : la mère de Martin
- Jeffrey Walker : Martin jeune
- Daniel Pollock : un Punk
- Frankie J. Holden : Brian
- Frank Gallacher : le vétérinaire
- Saskia Post : la serveuse
- Belinda Davey : la doctoresse

## Récompenses
- Caméra d'or, mention spéciale au Festival de Cannes 1991
- Prix du montage, du premier rôle masculin, du second rôle, du scénario, de la réalisation et du meilleur film aux Australian Film Institute Awards en 1991
- Prix du meilleur au Festival international du film de São Paulo et Festival international du film de Tokyo